# Clandestinos (film 1987)
Clandestinos è un film del 1987 diretto da Fernando Pérez.

## Trama
Prima del colpo di stato militare a Cuba contro Fulgencio Batista, un gruppo di persone ha una tipografia clandestina, usata per stampare opuscoli sovversivi contro il governo.